# Francis Tisiot
Francis Tisiot (né le 11 septembre 1958 à Pau) est un footballeur français évoluant au poste de gardien de but.

## Carrière

### Réserve
Tisiot intègre l'équipe B des Girondins de Bordeaux en 1976 et s'illustre dans le poste de gardien de but. En 1977, il est sélectionné pour la Coupe du monde de football des moins de 20 ans pour être la doublure de Didier Billet. Lors de cette compétition, il joue le dernier match des Français contre le Mexique, encaissant un but de Eduardo Moses, dans un match qui se conclut par un match nul (1-1) et une élimination de l'équipe de France.

### Débuts en pro à Rouen
Il signe avec le FC Rouen, jouant en deuxième division, en 1978 et joue la moitié des matchs de la saison 1978-1979. Il s'impose au poste de gardien titulaire en 1979-1980 en jouant l'ensemble des matchs de Rouen, finissant 8e.

### Transfert à Blois
Il est approché par Blois en 1980 et signe pour le club peu de temps après. Il garde une place de titulaire mais les saisons sont difficiles, Blois termine 12e en 1980-81 avant de s'écrouler en 1981-82 terminant bon dernier du championnat, synonyme de relégation.

### Fin de carrière
Après un passage éclair à Chaumont, Francis Tisiot revient en Division 2 avec le FC Sète et aligne deux saisons dans le ventre mou du championnat. Il quitte Sète après ses deux saisons après un accident qui lui coupe un doigt sa carrière est terminer en pro et part pour Épinal, terminant sa carrière dans le monde amateur.

## Vie privée
Sa fille naît en octobre 1981